# 5994 Yakubovich
5994 Yakubovich este un asteroid din centura principală de asteroizi.

## Descriere
5994 Yakubovich este un asteroid din centura principală de asteroizi. A fost descoperit pe 29 septembrie 1981 la Observatorul de Astrofizică din Crimeea de Liudmila Juravliova. Asteroidul prezintă o orbită caracterizată de o semiaxă mare de 2,85 ua, o excentricitate de 0,23 și o înclinație de 13,6° în raport cu ecliptica.